# Эндогамия
Эндога́мия (от др.-греч. ἔνδον «внутри» + γάμος «брак») — заключение брака в пределах определённой социальной группы или категории (например, сословия, племени, касты, конфессиональной общности). Противопоставляется экзогамии. Одно из следствий эпигамии. Обязательная или предпочтительная эндогамия считается одним из признаков этнической общности, наиболее характерной для первобытного племени.
Термины «эндогамия» и «экзогамия» введены шотландским исследователем брачно-семейных отношений первобытного общества Джоном Мак-Леннаном в работе «Primitive marriage» (1865).

## Практика эндогамии
Эндогамной группой в родоплеменном обществе обычно было племя. Эндогамия племени, как правило, сочеталась с экзогамией входивших в него родов и фратрий. Распространена у некоторых народов, в частности у парсов.
Ещё в 1830-е годы Джордж Грей описывал обычаи австралийских аборигенов, запрещавшие брак между лицами, имеющими одно фамильное имя или общий тотемный знак, указав на аналогичный обычай у североамериканских индейцев, делившихся на тотемные группы и вступавших в брак только с лицами не своего тотема. Этому обычаю, наиболее распространённому между первобытными племенами, Мак-Леннан дал название экзогамии, а противоположный обычай, когда брак обязательно предписывался внутри собственной группы (например, у маньчжуров запрещались браки между лицами разных фамильных прозвищ), назвал эндогамией.
Льюис Морган позднее доказал, что эндогамия и экзогамия в значительной мере представляют собой две стороны одного и того же явления. У всех достоверно изученных первобытных народов экзогамен только род или тотем, внутри которого брак абсолютно запрещён; по отношению ко всем остальным родам племени не только не существует абсолютного запрета брака, но, наоборот, вне племени обычно брак не практикуется и у некоторых племён даже запрещается.
В государствах Средней Азии всё ещё сильны традиции эндогамного брака. Азербайджанцы, туркмены, узбеки относятся к тюркоязычной общности и считают браки внутри неё допустимыми, а за её пределами — нежелательными.